# 3-Methyl-3-octanol
3-Methyl-3-octanol ist eine chemische Verbindung aus der Gruppe der Alkanole.

## Vorkommen
3-Methyl-3-octanol wurde in Extrakten des Pilzes Antrodia camphorata nachgewiesen. Die Verbindung tritt auch beim biologischen Abbau von Polyethylen und Polypropylen als Metabolit auf.

## Gewinnung und Darstellung
3-Methyl-3-octanol kann durch Reaktion von Ethylmagnesiumbromid mit 2-Heptanon gewonnen werden. Alternativ kann   Methylmagnesiumbromid mit 3-Octanon, oder n-Pentylmagnesiumbromid mit Butanon umgesetzt werden. Bei dieser Reaktion entsteht ein 1:1-Gemisch (Racemat) aus (R)-3-Methyl-3-octanol und (S)-3-Methyl-3-octanol, das auch (RS)-3-Methyl-3-octanol genannt wird.

## Eigenschaften
3-Methyl-3-octanol ist eine farblose Flüssigkeit.